# Cheylade
Cheylade település Franciaországban, Cantal megyében. Lakosainak száma 224 fő (2022. január 1.). Cheylade Apchon, Le Claux, Collandres, Dienne, Le Falgoux, Marchastel, Saint-Hippolyte és Saint-Saturnin községekkel határos.

## Népesség
A település népességének változása:
| Lakosok száma | 610  | 424  | 360  | 292  | 231  | 229  | 225  | 221  | 222  | 224  |
|               | 1968 | 1982 | 1990 | 2006 | 2013 | 2015 | 2017 | 2019 | 2020 | 2022 |